# Groupes scolaires Jules Ferry et Condorcet
Vous pouvez aider à l'améliorer ou bien discuter des problèmes sur sa page de discussion.
- Il ne cite pas suffisamment ses sources. Vous pouvez indiquer les passages à sourcer avec {{référence nécessaire}} ou {{Référence souhaitée}}, et inclure les références utiles en les liant aux notes de bas de page. (Marqué depuis mai 2024)
- Certaines informations devraient être mieux reliées aux sources mentionnées dans la bibliographie ou les liens externes. Améliorez sa vérifiabilité en les associant par des références. (Marqué depuis mai 2024)

- Archive Wikiwix
- Bing
- Cairn
- DuckDuckGo
- E. Universalis
- Gallica
- Google
- G. Books
- G. News
- G. Scholar
- Persée
- Qwant
- (zh) Baidu
- (ru) Yandex
- (wd) trouver des œuvres sur Wikidata

Les groupes scolaires Jules-Ferry et Condorcet sont deux écoles de la commune française de Maisons-Alfort.
Vers 1927, la commune de Maisons-Alfort, conduite par son maire Léon Champion, voulut répondre à l'accroissement de sa population et décida de construire deux nouveaux groupes scolaires. Ils furent baptisés Condorcet et Jules Ferry. Les projets de deux architectes, André Dubreuil et Roger Hummel, tous deux seconds grands prix de Rome, furent retenus. Ces architectes proposant pour ces écoles des concepts pédagogiques novateurs et originaux, avec des références à l'architecture moderniste allemande et hollandaise ainsi qu'une organisation spatiale héritée du classicisme.
Le groupe scolaire Condorcet est situé dans le quartier des Planètes, tandis que Jules-Ferry est situé dans le quartier du Vert de Maisons.

## Une collaboration entre artistes et entrepreneurs
Des entrepreneurs et artistes connus travaillèrent pour ces bâtiments: Schwartz-Hautmont, ferronnier (menuiseries métalliques) ; Boulenger, céramiste, (revêtements de façades) ; PBH Les Beaux Meubles, menuisier (mobilier scolaire mobile) ; Michon, Pigé et Peigné, menuisier (mobilier scolaire fixe) ; Pierre Lepaute (horloge électrique, linoléum.
Pierre Lardin, maître-verrier (verres gravés portes école des garçons, filles et maternelle) ; Louis Barillet, maître-verrier (préau maternelle) ; Émile Beaume, peintre (fresques garçons et filles) ; Gustave Nebel, peintre (peintures murales, Maurice Saulo (sculpteur). 

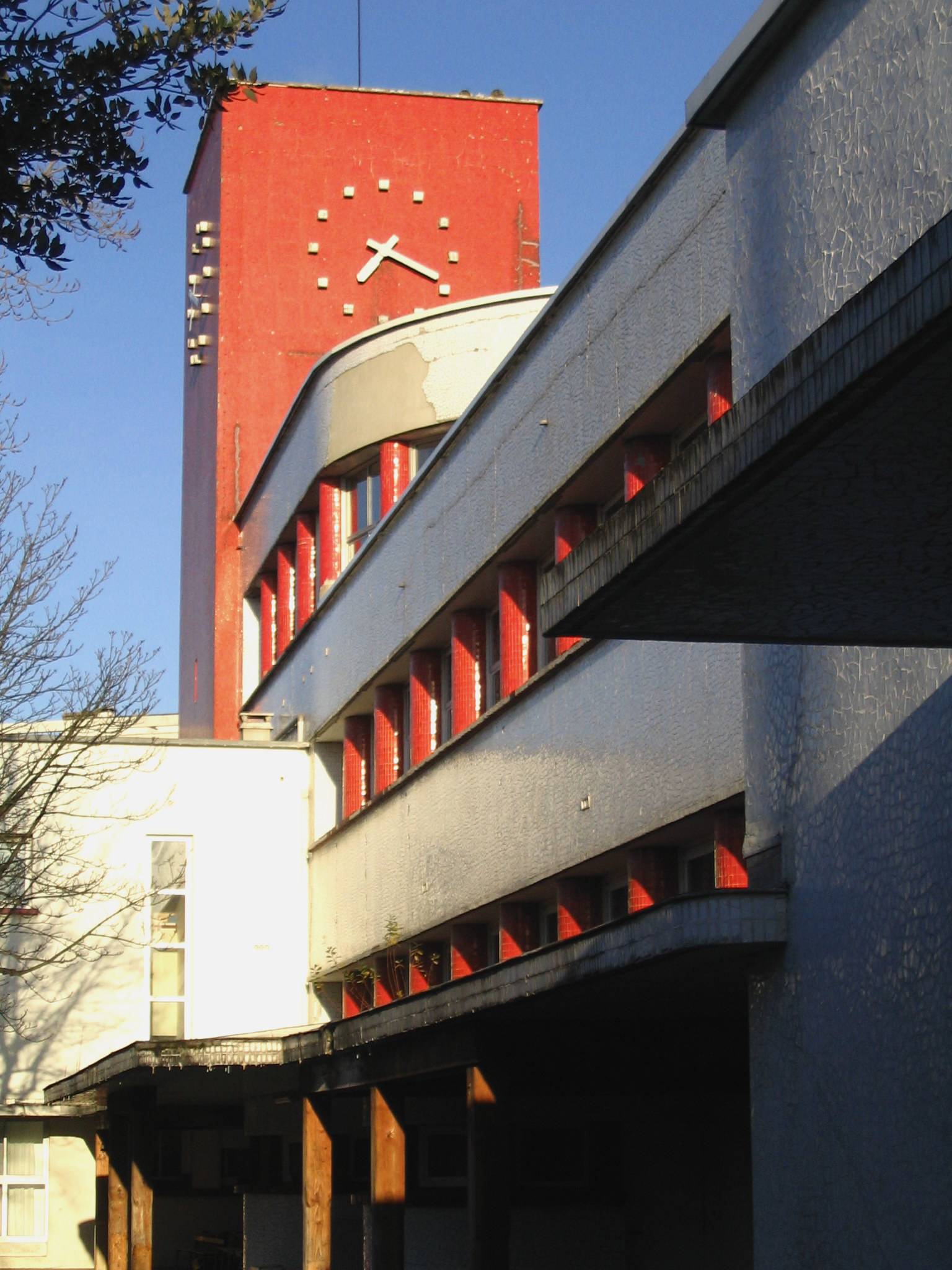
Les bâtiments en béton du Groupe scolaire Condorcet sont recouverts de pâte de verre fabriquée par Boulenger, le céramiste du métro parisien

Les groupes scolaires couvrent une superficie de 14 832 m2 pour Condorcet et de 8 245 m2 pour Jules-Ferry. Les bâtiments de Jules-Ferry sont revêtus de brique tandis que Condorcet a reçu une finition en casson de pâte de verre blanc et rouge. Les deux établissements se ressemblent par leur style « paquebot » (fenêtres à hublot, volumes décrochés sur différents niveaux).
En 1938, Roger Hummel déclare « Fini l'école d'hier, triste comme du pain sec. L'école de demain sera ce que nous la ferons tous, saine et joyeuse, avenante et gaie ». Les classes sont baignées de lumière grâce à de grandes baies vitrées et largement ouvertes sur de vastes cours. La simplicité prime : pas de toits inclinés, mais des ouvertures sur des terrasses. Celles-ci sont prévues pour servir de solarium aux classes de plein air et de gymnastique. Elles illustrent clairement les exigences de l'Entre-deux-guerres en matière d'hygiénisme et de pédagogie. La qualité spatiale des divers espaces intérieurs et l'équilibre de leurs proportions a valu à ces édifices de nombreuses publications et en a fait des modèles du genre.

## Deux architectures remarquables
Jules-Ferry, construit en 1932, accueille les élèves sous un porche d’entrée illustré par les «Contes de Perrault» sculptés par Maurice Saulo, prix de Rome. Les grilles d'entrée de l'école des filles et des garçons représentent les sciences, les arts, l'histoire, la géographie et les sciences naturelles. Les motifs de ferronnerie sont l'œuvre de Gilbert Poillerat. 

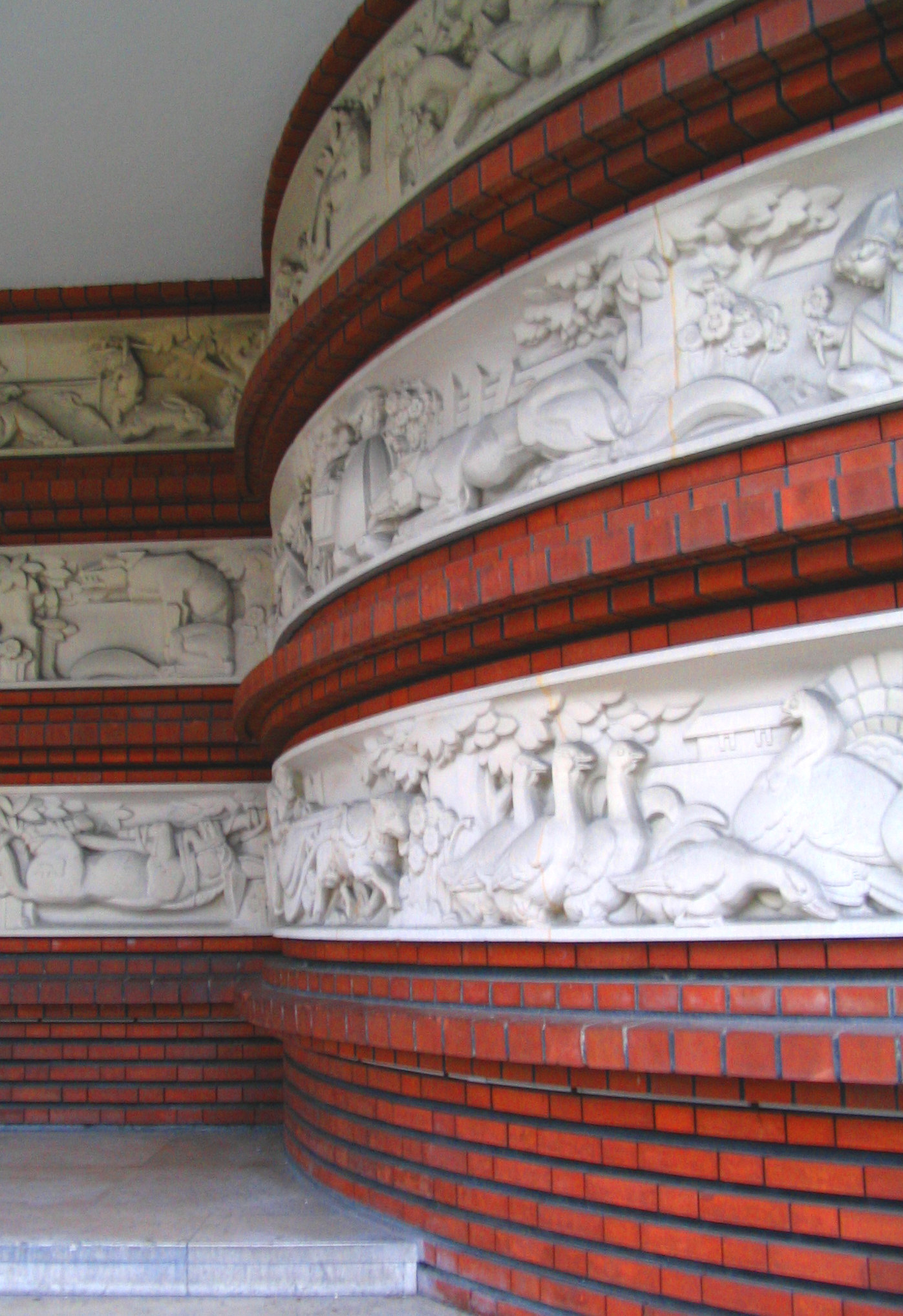
Entrée des élèves du Groupe scolaire Jules-Ferry. Les sculptures des contes de Perrault sont de Maurice Saulo.

Condorcet est reconnaissable à l'énorme cadran de son horloge visible sur les quatre faces de sa tour écarlate. Elle donne l'heure à plus d'un kilomètre dans le quartier de Charentonneau (on la remarque facilement en circulant sur l'autoroute A86). De vastes dimensions, la cour possède de petits bassins et un ruisseau dont les sinuosités parcourent les espaces verts (aujourd'hui désaffectés). De larges terrains de jeux sont prévus pour les enfants. Une grande fresque murale illustrant l'histoire de France orne le grand préau. Les portes d'entrée possèdent des vitraux sur lesquels l'éléphant et le serpent représentent la zoologie. Les arts ménagers et la couture sont figurés à travers différents objets gravés sur le verre.
Les travaux durent 5 ans pour un coût de 11 MF. Les groupes Jules-Ferry et Condorcet sont inaugurés le 17 février 1935 par Pierre Laval, ministre des Affaires étrangères et Léon Champion, maire de la ville.

## Des architectures protégées
Pour préserver ce patrimoine exceptionnel, la ville de Maisons-Alfort a sollicité des mesures de protection et a obtenu pour les 2 groupes scolaires une inscription à l'inventaire supplémentaire des monuments historiques : le 19 juillet 1994 pour Condorcet et le 12 juillet 2002 pour Jules-Ferry.

## Commémoration
Le 12 juin 2004, une plaque commémorative à la mémoire de Simone Aizic, victime de la déportation et exterminée dans les camps de la mort fut apposée sur la façade de l'école primaire Condorcet.